# Poilley (Ille-et-Vilaine)
Poilley (bretonisch: Polieg; Gallo: Polhaé) ist eine französische Gemeinde mit 380 Einwohnern (Stand: 1. Januar 2022) im Département Ille-et-Vilaine in der Region Bretagne; sie gehört zum Arrondissement Fougères-Vitré und zum Kanton Fougères-2.

## Geographie
Die Gemeinde Poilley liegt am oberen Beuvron, etwa zwölf Kilometer nordnordwestlich von Fougères.

### Nachbargemeinden
Umgeben ist Poilley von den Nachbargemeinden Le Ferré im Nordwesten und Norden, Saint-Georges-de-Reintembault im Norden und Nordosten, Villamée im Osten sowie Le Châtellier und Montours im Südwesten und Westen.

## Bevölkerungsentwicklung
| Jahr          | 1962 | 1968 | 1975 | 1982 | 1990 | 1999 | 2006 | 2013 | 2020 |
| ------------- | ---- | ---- | ---- | ---- | ---- | ---- | ---- | ---- | ---- |
| Einwohner     | 674  | 572  | 554  | 468  | 419  | 384  | 402  | 385  | 370  |
| Quelle: INSEE |      |      |      |      |      |      |      |      |      |

## Sehenswürdigkeiten
- Kirche Saint-Martin aus dem 16. Jahrhundert
- Schloss Poilley aus dem Jahre 1450
- Herrenhaus La Grande-Boutriais aus dem 15. Jahrhundert
- Rathaus aus dem 16. Jahrhundert
- Mehrere Großkreuze

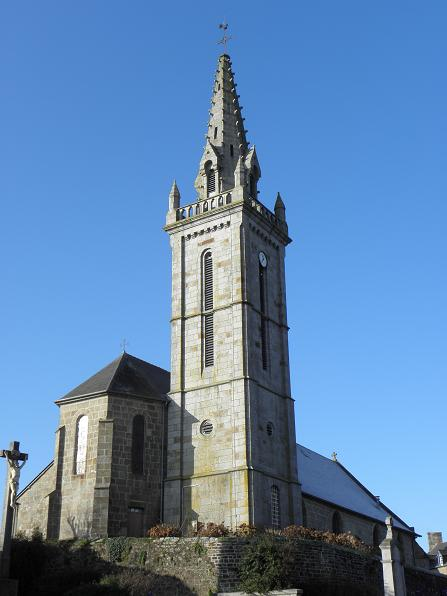
Kirche Saint-Martin
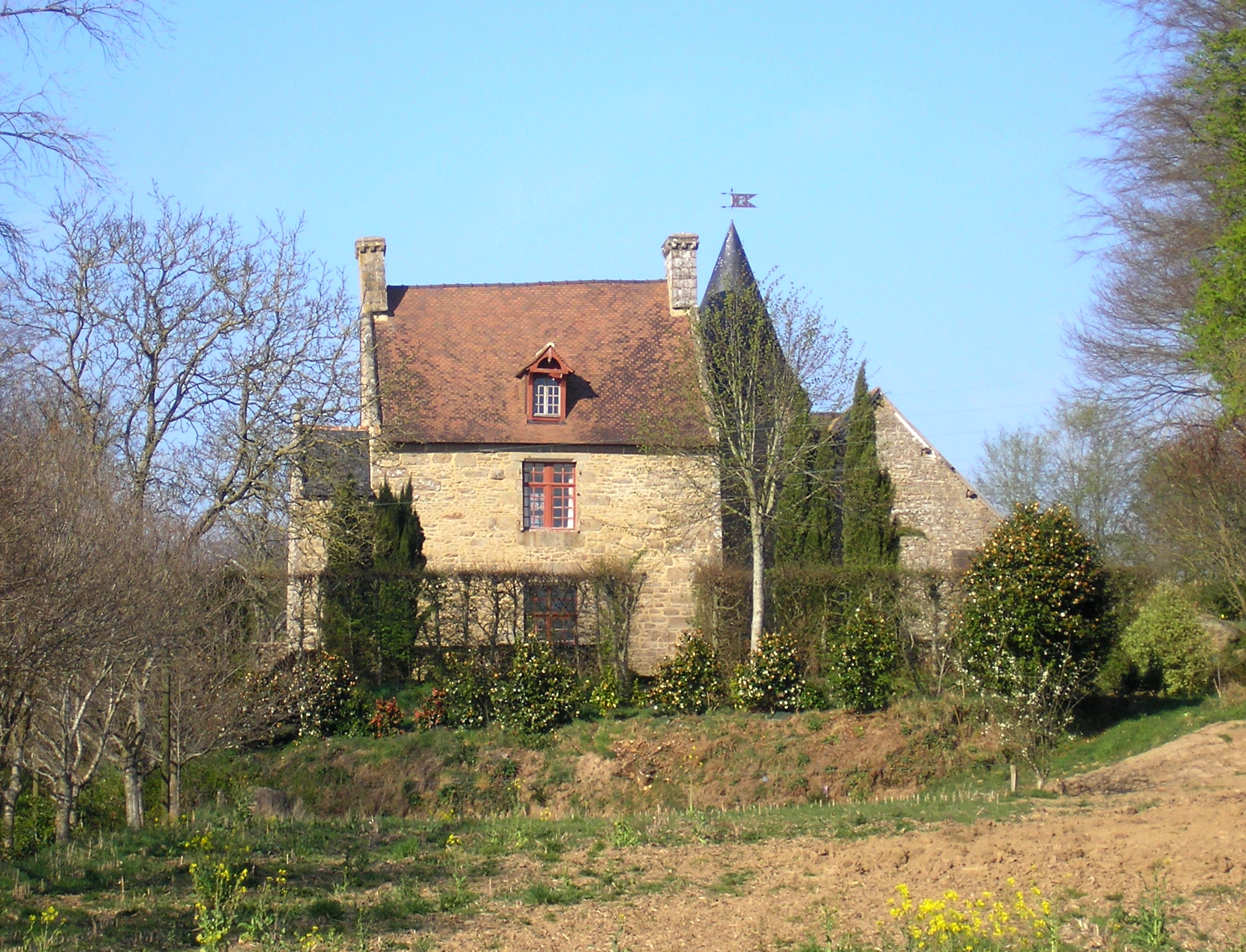
Herrenhaus La Grande-Boutriais
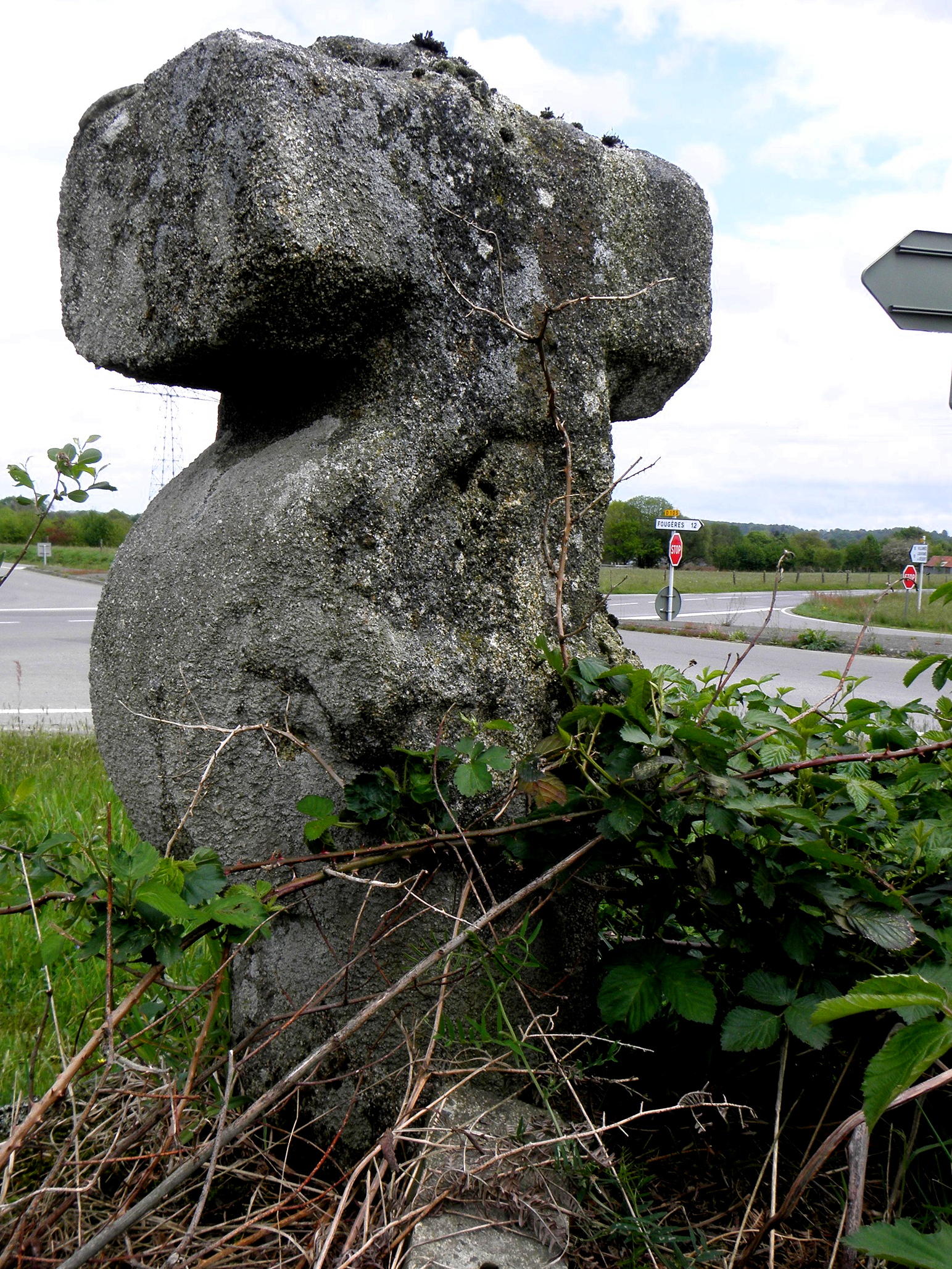
Kreuz Demeau
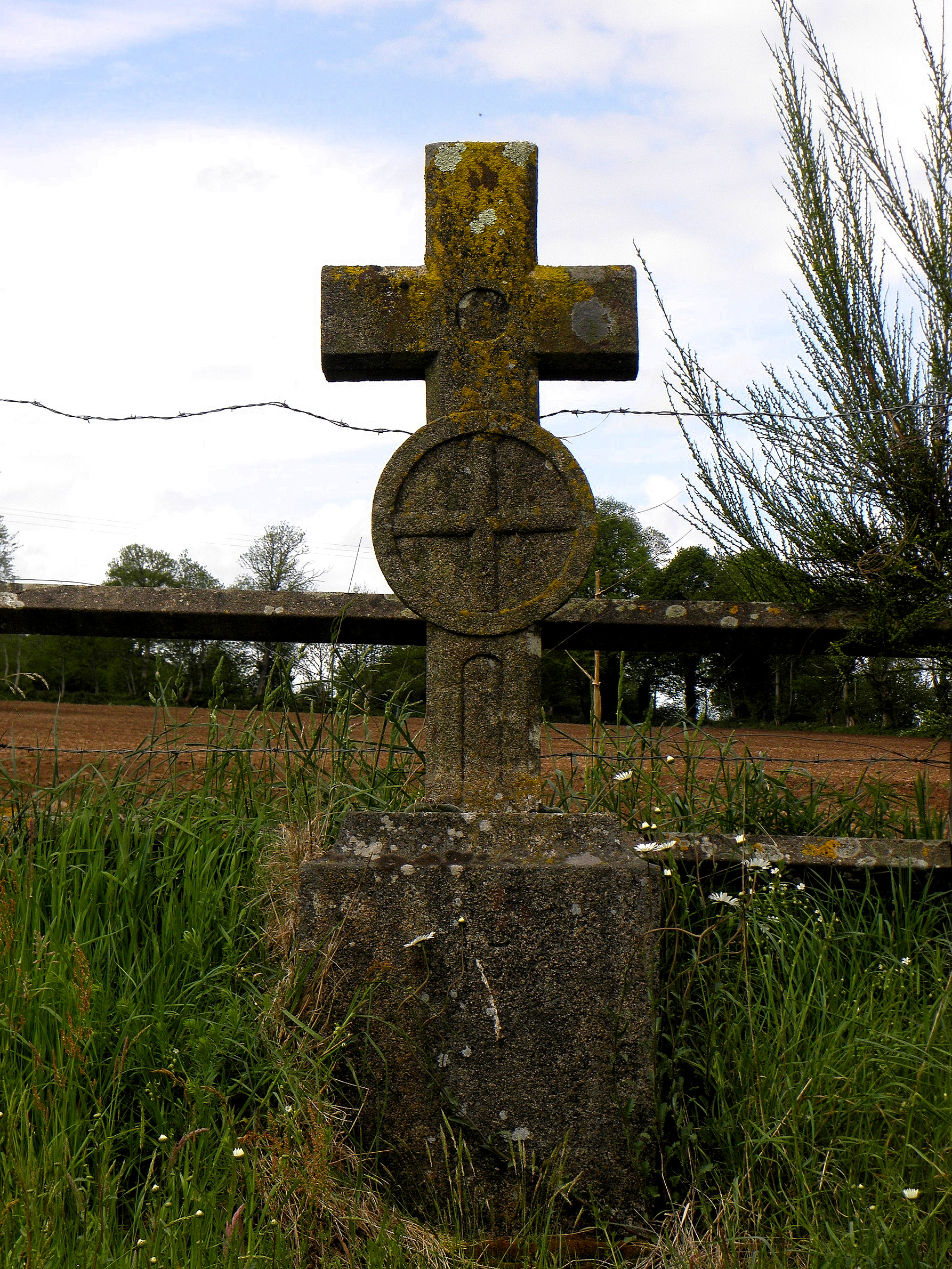
Kreuz La Ballue
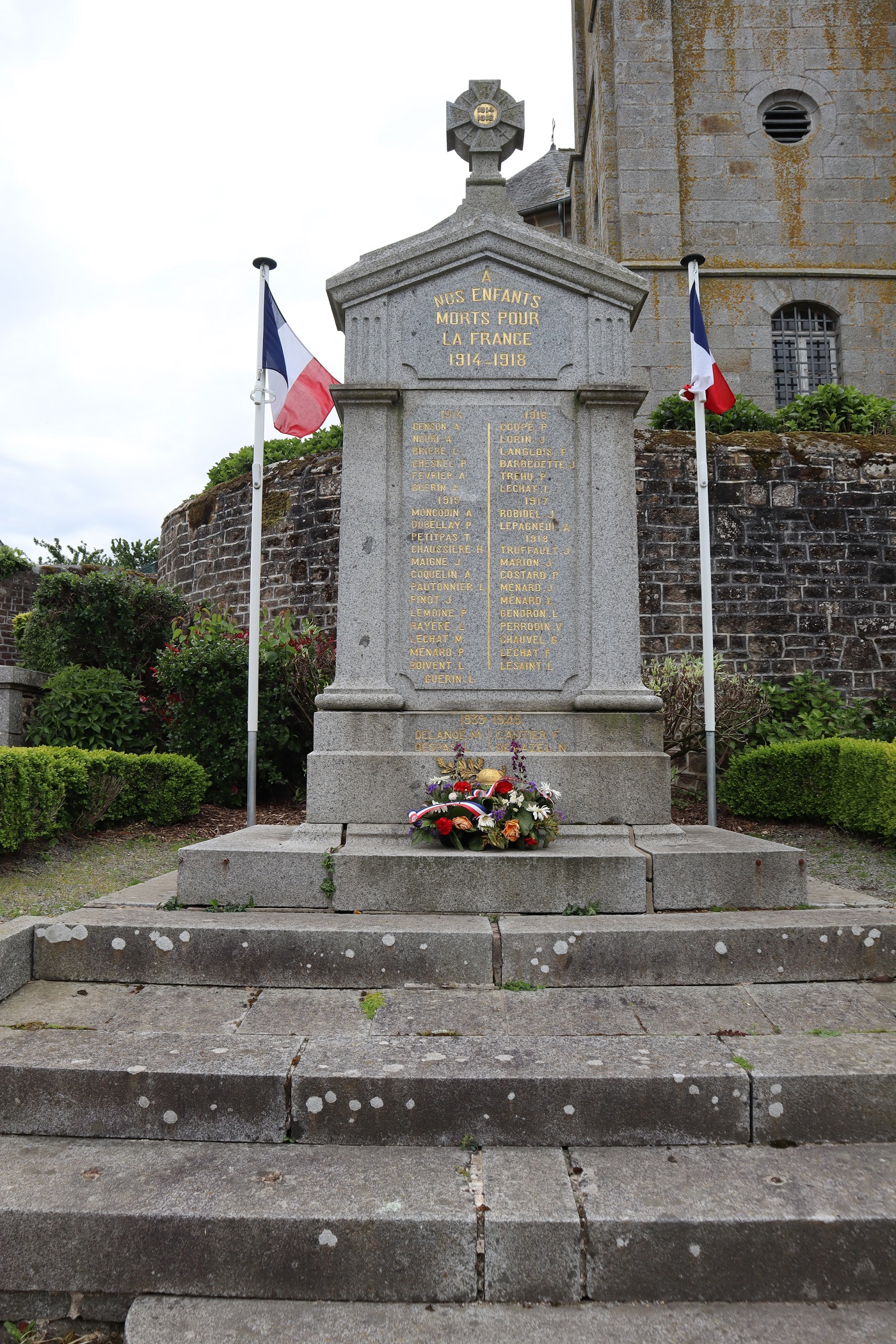
Gefallenendenkmal